# Saint-Louis (cristallerie)
Pour les articles homonymes, voir Saint-Louis.
La Compagnie des Cristalleries de Saint-Louis est une manufacture française de cristal qui réalise des pièces dans les domaines de la décoration, des arts de la table, du luminaire et du mobilier. Fondée en 1586 dans la vallée de Münzthal en Moselle, elle est la plus ancienne cristallerie de France. Elle appartient au groupe Hermès.
Les pièces en cristal y sont soufflées à la bouche, taillées et décorées à la main.
La manufacture constitue le seul site de fabrication des pièces en cristal Saint-Louis. Elle est accompagnée d'un musée, La Grande Place, inauguré en juin 2007.

## Histoire

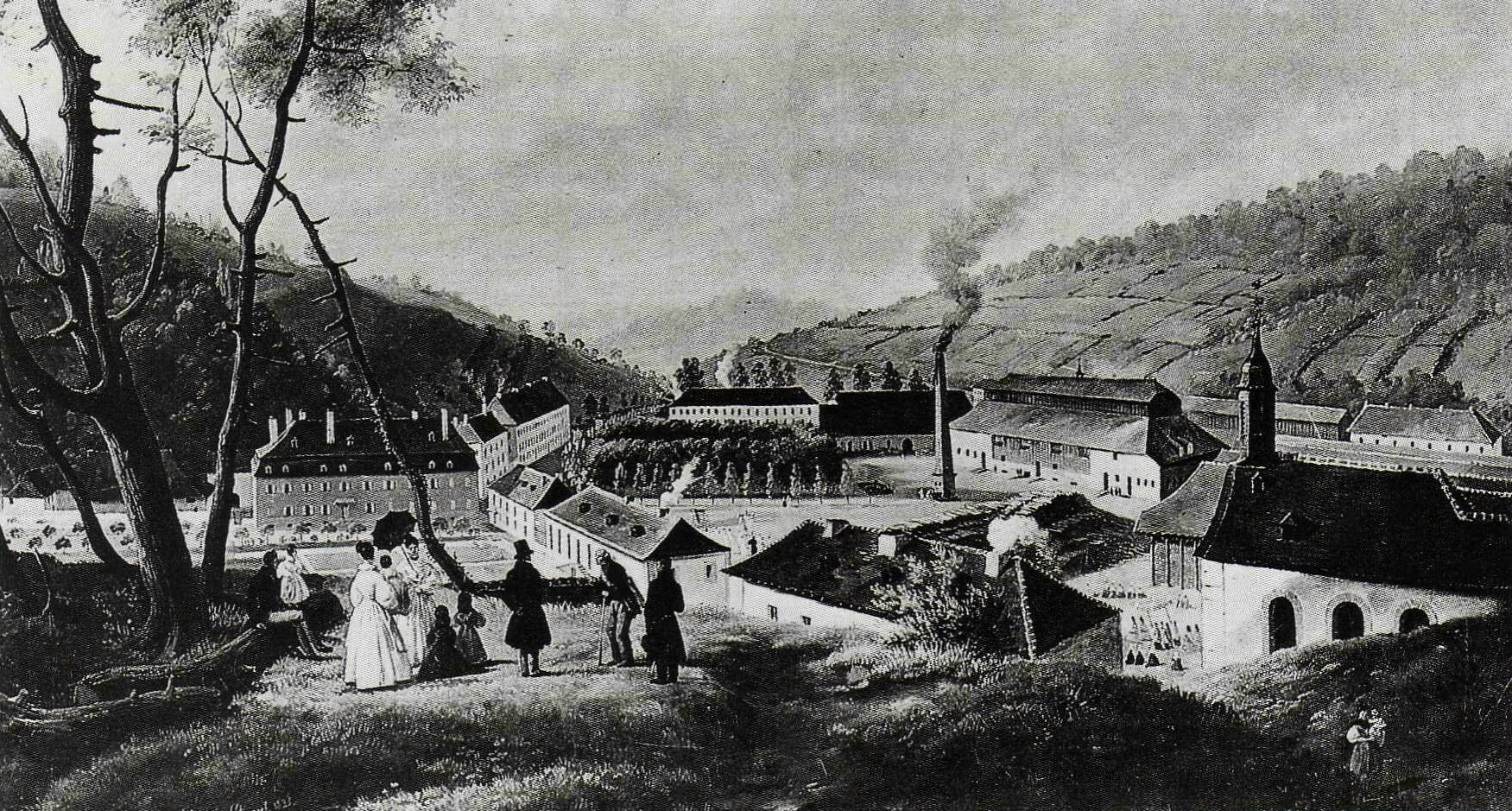
Peint par Édouard Pingret en 1836, ce tableau donne une vue générale des différents bâtiments de la cristallerie avant les mutations de la révolution industrielle. Au premier plan, à droite, la chapelle des verriers, élevée en 1776, est représentée avec son campanile si caractéristique de la région. Derrière la cheminée, la halle construite en moellon et en charpente est reconnaissable à son toit à claire-voie. À gauche, le grand bâtiment, couvert d'un toit brisé, est la maison de la direction et le long de la rue, se dressent les logements des ouvriers. Une disposition toujours lisible dans le paysage aujourd'hui.

### De la Verrerie de Münzthal à la Verrerie Royale de Saint-Louis (1586-1781)
Une première verrerie est établie en 1586 au cœur d'une petite vallée encaissée de la forêt des Vosges du Nord, au lieu-dit de Münzthal, principal lieu où l’on fabrique le verre. La guerre de Trente Ans provoque des ravages dans la région et la Verrerie cesse toute activité au milieu du XVIIe siècle.
En 1767, par lettres patentes de Louis XV la verrerie de Müntzthal prend le nom de Verrerie Royale de Saint-Louis. Le roi encourage son développement et la nouvelle Verrerie Royale de Saint-Louis devient rapidement un fleuron de l’économie française.

### La cristallerie royale de Saint-Louis (1781-1995)
La date de 1781 marque un jalon historique avec la découverte de la composition du cristal par M. de Beaufort, ancien directeur de la Verrerie Royale de Saint-Louis, cherchant à réaliser le verre le plus fin et le plus transparent possible. À l'époque seule l'Angleterre maîtrisait déjà la formule du cristal au plomb.
L’Académie royale des sciences relate cette expérience dans un rapport signé de la main de Condorcet et donne à Saint-Louis l’appellation de « cristallerie », à l'époque la première en France.
La Révolution française est provoquée par une crise générale de la société, des institutions politiques et des finances publiques, crise aggravée par une courte crise économique due à des mauvaises récoltes. Le mécanisme révolutionnaire se fait sentir jusqu'à la cristallerie Saint-Louis.
Durant cette époque, les privilèges des verriers français, dont Portieux bénéficiait également, sont levés.
Si dans un premier temps Saint-Louis continue de produire du verre, elle se consacre à une production unique de cristal dès 1825. Les années qui suivent seront des années d’innovation, développant alors des techniques de plus en plus sophistiquées et produisant chaque année un nombre croissant d’objets de la table transparents et finement ciselés. C’est en 1834 que Saint-Louis créé son service Trianon et introduit la notion d’Art de la Table, c’est-à-dire la notion d’utilisation de plusieurs verres selon l’usage.
La cristallerie développa ensuite de nouvelles aires d’expertises telles que le cristal moulé dès 1830, l’introduction de la couleur dans ses produits et la production de lustres dès 1837 ou encore la production de presse-papiers dès 1845. Avec le cristal filigrané, le cristal coloré dans la masse, le cristal pressé, l’opaline de cristal, le cristal doublé, voire triplé, la manufacture ressuscite de nombreux tours de main liés à son histoire. En 1867, la maison met au point une nouvelle technique de gravure à l’acide et participe à l’Exposition universelle en présentant ses grands vases taillés à la roue signés Winkler,.
En 1871, le département de la Moselle est annexé par l’Allemagne ce qui engendre des droits de douane élevés que Saint-Louis doit verser afin de garder ses relations établies avec la France et notamment avec Paris qui à l’époque, concentrait la majeure partie de sa clientèle.
La manufacture s’adapte et le marché allemand devient alors un des premiers pour Saint-Louis.
On verra ainsi naître les verres de lampe à pétrole pour les mines et des globes d’éclairage pour les compagnies de chemin de fer. Par ailleurs, Saint-Louis continue de réaliser quelques commandes spécifiques pour des décorateurs ou dans le cadre d’événements.
En 1928, pour célébrer le dixième anniversaire de la Première Guerre mondiale, Saint-Louis dessine la collection Tommy, baptisée en l’honneur des soldats anglais célébrés dans les poèmes de Rudyard Kipling. En 1938, la collection est officiellement présentée lors d’un déjeuner de prestige donné par le Président de la République Française, Albert Lebrun, au château de Versailles dans la Galerie des Glaces, en l’honneur du souverain britannique George VI, et de son épouse. Deux cents convives ont assisté à ce banquet symbolisant l’amitié franco-britannique ; chacun ayant pu bénéficier d'une série de onze verres Tommy dans la disposition de son couvert. Au total, 2 200 verres ont été produits pour l’occasion.
En 1989, Hermès acquiert, via le holding Castille Investissements, avec le groupe Pochet une participation dans la cristallerie de Saint-Louis et dans Puiforcat. En 1994, Pochet cède sa participation à Hermes International,.

### Période contemporaine
La cristallerie Saint-Louis œuvre dans les univers des Arts de la Table, décoration, luminaires et mobilier avec des pièces en cristal réalisées par des artisans maîtres verriers et maîtres tailleurs. Le savoir-faire des artisans de la manufacture requiert environ 10 ans d'apprentissage.
La cristallerie accueille en son sein plusieurs artisans sacrés Meilleur Ouvriers de France.
La couleur à la masse définit les pièces de cristal qui ne comportent qu’une seule couche de cristal coloré dans la masse. Tandis que le cristal doublé couleur consiste à marier avant le soufflage une fine couche de cristal de couleur en surface à du cristal clair ou d’une couleur différente à l’intérieur. La particularité technique est révélée lorsque la couche de cristal coloré est entamée par la taille pour laisser apparaître le cristal clair.

### Les collaborations artistiques
Depuis le début du XXe siècle, Saint-Louis collabore avec de nombreux artistes et designers, et enrichit ainsi ses collections de créations contemporaines.
En 2012, Petit H, d'Hermès spécialisée dans l'upcycling charge la designer Nathalie Dewez de réaliser des lampes sur pieds et des suspensions à partir de chutes de la Cristallerie Saint Louis.
Présente initialement dans les Arts de la table, la cristallerie s'est déployée dans les univers de la lumière et de la décoration et plus récemment du mobilier avec la collection Folia de Noé Duchaufour-Lawrance introduite en 2017.

## Le savoir-faire Saint-Louis

### Atelier du chaud
La fusion du cristal conditionne le façonnage de la matière. Le four à pots, en terre réfractaire, est dédié au cristal de couleur dit à la masse ou à doubler. Le four à bassin est consacré à la fusion du cristal incolore dit cristal clair. La stabilisation de la matière et la solidité des objets sont obtenues par une recuisson suivi d’un refroidissement progressif.
Le travail à chaud est réalisé par une équipe appelée place, dont l’effectif est variable. Elle est principalement composée de cueilleurs qui prélèvent la matière et la présente aux maîtres verriers chargés de la façonner. Une fois les objets détachés de la canne à souffler par les verriers qui iront les placer dans l’arche de recuisson.
La matière en fusion s’attachant plus facilement à un élément chaud, le cueilleur réchauffe sa canne en acier pour prélever le cristal sorti du four à 1 450 °C. Rapidement, la température du cristal en fusion atteint 950 °C. Malléable jusque 650 °C, cette matière est façonnée par l'intermédiaire d'outils qui prolongent la main du verrier afin de : cueiller, souffler, manipuler, aplanir, étirer etc.
Quant aux outils en bois, au contact de la haute température du cristal, ils produisent du carbone reconnu comme étant un lubrifiant facilitant le façonnage de la matière.
Confrontés à la matière en fusion, les gestes comme les outils des artisans verriers sont identiques à ceux des siècles précédents. Ils appartiennent au patrimoine manufacturier de Saint-Louis et sont l’une des clefs de préservation des savoir-faire qu’ils accompagnent.
Par ses mouvements, son souffle, son regard, le verrier maîtrise le comportement de la matière et juge de l'instant décisif de chaque geste. Le parcours est encore long pour qu’un produit soit achevé, il passera entre de multiples mains et ateliers.

### Atelier du froid

#### Taille
La taille n’est rendue possible qu’après une étape incontournable appelée compassage.
Matrice de toute la gamme de tailles Saint-Louis, le compassage consiste à tracer manuellement les repères éphémères qui délimiteront les hauteurs et le nombre de divisions du motif, proportionnel à la forme de l'objet.
Les artisans tailleurs, dont de nombreux Meilleurs Ouvriers de France, exécutent leur ouvrage en s’appuyant rigoureusement sur ce quadrillage de lignes verticales, horizontales et diagonales. L'objet est porté contre la meule sous un jet d’eau continu afin d'éviter la surchauffe et la casse.
La taille manuelle offre des possibilités de création multiples basées sur les formes des meules : arrondie, carrée, triangle. Chaque taille peut être appliquée individuellement ou combinée à d’autres à l’infini permettant à Saint-Louis d'enrichir constamment ses décors. L'entaille brute matifie le cristal dont la brillance réapparaît par un polissage manuel ou un bain d’acide.

#### Gravure à la roue, à l'acide et décors à l'or ou au platine
Saint-Louis possède deux techniques de gravure : à la roue et à l’acide, cette dernière peut être décorée à l’or ou au platine. Ainsi la brillance du cristal est amplifiée par contraste avec la matité des décors obtenus ou par application de métaux précieux.
La gravure à la roue consiste à réaliser un dessin directement sur le cristal à l’aide d’une petite roue fixée sur un tour, humectée d’eau, sans compassage préalable sur l’objet. Le graveur réalise un dessin préparatoire avant de l’exécuter à main levée sur la matière transparente. La gravure à la roue exige donc des aptitudes artistiques en plus de requérir, comme tous les métiers de la manufacture, environ 10 années de pratique. La collection Botticelli est un exemple de ce savoir-faire.
La gravure à l’acide est un procédé chimique qui consiste à inscrire à la surface du cristal, à l’aide de bitume de Judée, les motifs transférés d’un pochoir. L’acide mord uniquement les zones ajourées, créant un véritable décor dépoli.
Saint-Louis introduit dans ses collections la décoration à l’or fin 24-carats en 1890 et au platine en 1998. Ces métaux précieux sont appliqués au pinceau sur le motif créé par la gravure à l’acide ou à main levée sur les bords des buvants ou des pieds. À la sortie de l’arche de recuisson, ils retrouvent leur brillance grâce au polissage manuel à la pierre d’agate ou au sable.

### Atelier des presse-papiers
Saint-Louis est la seule cristallerie au monde à encore maîtriser la création et la fabrication de presse-papiers en cristal.
Introduites chez Saint-Louis en 1845 pour la première fois en France, les boules de presse-papiers réalisées selon la technique du millefiori passent rapidement de mode. En 1953, la commande d’un sulfure faite par le collectionneur Franco-Américain Paul Jokelson pour commémorer le couronnement de la reine Élisabeth II permet de ressusciter ce savoir-faire de la manufacture. Parmi les 1 500 sulfures à l’effigie de la souveraine britannique commandés par les membres de la célèbre Association des collectionneurs de presse-papier, Saint-Louis en préleva deux afin de les offrir à la reine Élisabeth II et à Colette. Depuis, les presse-papiers sont réinventés chaque année avec des créations nouvelles.
Chaque objet est unique : décors intérieurs inédits, motifs, couleurs et formes innovantes.
Lisse ou taillé, le presse-papier est un espace de jeux d’optique dont le patrimoine linguistique technique de l’atelier en renforce l’énigme. Les noms des savoir-faire sont empruntés aux décors intérieurs, eux-mêmes issus d’analogies visuelles tels que le millefiori, parterre de fleurs, macédoine, mousseline etc..

## Aménagements
Le village regorge des nombreux bâtiments de la cristallerie, dont plusieurs se situent à proximité de l'étang situé en contrebas de la route de Lemberg. La taillerie, régulièrement percée de nombreuses fenêtres, est installée dans la nouvelle halle. L'ancien atelier de choix et de rebrûlage, construit en brique avec sa cheminée, sert actuellement à la trempe.
Le bâtiment de la direction de l'usine est construit perpendiculairement à la rue principale, la rue de Coëtlosquet. Il se dresse à l'entrée d'un grand parc et demeure inchangé par rapport à la représentation du tableau de 1836. Seul un corps d'habitation lui a été adjoint dans le prolongement, du côté des jardins[réf. souhaitée].

## Cultes
La chapelle, construite au lendemain de la création de la verrerie, est bénie le 25 août 1776 et érigée en cure en 1846. Agrandie de 1859 à 1862 sur les plans de Jacquemin, architecte à Metz, elle demeure trop petite au vu du développement de la cristallerie et de l'accroissement de la population. Elle est donc remplacée par l'église Saint-Louis, plus vaste, construite de 1897 à 1902. Le nouvel édifice est élevé grâce à l'aide financière de la famille du Coëtlosquet, propriétaire de l'usine à cette époque[réf. souhaitée].

## La Grande Place musée du cristal Saint-Louis
La Grande Place musée du cristal Saint-Louis a été inauguré en Juin 2007 et présente près de 2 000 pièces issues des savoir-faire de la cristallerie. Véritable lieu de mémoire, de sauvegarde et vitrine des savoir-faire de Saint-Louis au cours des siècles, le musée est une audace architecturale imaginée par l'agence Lipsky and Rollet installée au cœur même de la manufacture.
Le musée est composé de trois étages d'exposition permanente dont un étage réservé aux expositions temporaires. Un parcours de visite de 953 mètres tourne autour d'une fosse qui avait reçu au milieu du XIXe siècle les fondations d'un four à pots au-dessus duquel est aujourd'hui suspendu un lustre de 120 lumières.
La visite des ateliers de la manufacture accompagnée d'un guide est possible via un parcours ponctué par des installations qui permettent de vivre au plus près les gestes des artisans, de découvrir les pièces contemporaines et le processus de création avec notamment en 2018 la collection Folia, dessinée par le designer français Noé Duchaufour-Lawrance.